# Midfield (Alabama)
Midfield és una població dels Estats Units a l'estat d'Alabama. Segons el cens del 2000 tenia 5.626 habitants.

## Demografia
Segons el cens del 2000, Midfield tenia 5.626 habitants, 2.186 habitatges, i 1.532 famílies. La densitat de població era de 835,5 habitants/km².
Dels 2.186 habitatges en un 36,3% hi vivien nens de menys de 18 anys, en un 44,4% hi vivien parelles casades, en un 21,5% dones solteres, i en un 29,9% no eren unitats familiars. En el 27% dels habitatges hi vivien persones soles el 12,6% de les quals corresponia a persones de 65 anys o més que vivien soles. El nombre mitjà de persones vivint en cada habitatge era de 2,57 i el nombre mitjà de persones que vivien en cada família era de 3,13.
Per edats la població es repartia de la següent manera: un 28,8% tenia menys de 18 anys, un 7,9% entre 18 i 24, un 30,8% entre 25 i 44, un 19,4% de 45 a 60 i un 13,1% 65 anys o més.
L'edat mitjana era de 35 anys. Per cada 100 dones hi havia 85,6 homes. Per cada 100 dones de 18 o més anys hi havia 79,2 homes.
La renda mitjana per habitatge era de 31.378 $ i la renda mitjana per família de 36.281 $. Els homes tenien una renda mitjana de 30.087 $ mentre que les dones 25.386 $. La renda per capita de la població era de 15.729 $. Aproximadament el 12,4% de les famílies i el 16% de la població estaven per davall del llindar de pobresa.

## Poblacions properes
El següent diagrama mostra les poblacions més properes.